# 久保田真旺
久保田 真旺（くぼた まお、1997年10月20日 - ）は、日本の俳優。東京都出身。サンミュージックブレーン所属。

## 人物
- 学歴 - 立教池袋中学校・高等学校、立教大学文学部教育学科 卒業
- 特技 - バスケットボール 、ラクロス、走り高跳び
- 趣味 - 読書、サウナ、銭湯、DIY
- 資格 - TOEIC780点、実用英語技能検定2級、日本漢字能力検定2級

## 出演

### テレビドラマ
- 木ドラ25「スモーキング」第8話　(2018年6月8日、テレビ東京)
- BS-TBS開局20周年記念ドラマ「左手一本のシュート 」 (2020年3月14日、BS-TBS）
- 日曜劇場「ドラゴン桜2」(2021年4月25日 - 、TBS）
- ZIP! 朝ドラマ「クレッシェンドで進め」（2022年10月17日 - 、日本テレビ） - 榊原 役　レギュラー
- 日曜ドラマ 「だが、情熱はある 」第1話　(2023年4月9日、日本テレビ)　- 生徒A 西村 役
- FOD 「ビーチボーイズに憧れて 」(2024年1月6日、BS-フジテレビ)　- 宮部修次 役

### テレビ番組
- NHK高校講座「生物基礎」(2023年4月 - 、Eテレ)　レギュラー

### 映画
- 「かぐや様は告らせたい〜天才たちの恋愛頭脳戦〜ファイナル」(2021年8月20日、河合勇人監督、東宝)

### CM
- ブリティッシュ・アメリカン・タバコ「glo」(2019年)
- オリエンタルランド 東京ディズニーシー「春キャン」(2019年)
- 任天堂「どうぶつの森」(2020年)
- 脱毛ラボ(2020年)
- 花王「ケープ for men」(2020年)
- アンファー「DISM」(2023年)
- KIRIN「午後の紅茶 for HAPPINESS 熊本県産いちごティー」(2023年)

### 舞台
- シアターグリーン50周年記念公演「暁の帝～壬申の乱編～」（2018年6月27日 - 7月1日、池袋BIG TREE THEATER、劇団地下空港） - 中臣金 役